# مهاتما غاندي
موهانداس كرمشاند غاندي (بالكجراتية: મોહનદાસ ગાંધી) (2 أكتوبر 1869 – 30 يناير 1948) هو محامي وسياسي هندي بارز والزعيم الروحي للهند خلال حركة استقلال الهند. كان رائدًا للساتياغراها وهي مقاومة الاستبداد من خلال العصيان المدني الشامل، التي تأسست بقوة عقب أهيمسا أو اللاعنف الكامل، والتي أدت إلى استقلال الهند وألهمت الكثير من حركات الحقوق المدنية والحرية في جميع أنحاء العالم. غاندي معروف في جميع أنحاء العالم باسم المهاتما غاندي (بالسنسكريتية: महात्मा) المهاتما أي "الروح العظيمة"، وهو تشريف تم تطبيقه عليه من قبل رابندراناث طاغور،  وأيضاً في الهند باسم بابو (بالغوجاراتية : બાપુ بابو أي "الأب"). تم تشريفه رسمياً في الهند باعتباره أبو الأمة؛ حيث أن عيد ميلاده، 2 أكتوبر، يتم الاحتفال به هناك كـ "غاندي جايانتي"، وهو عطلة وطنية، وعالمياً هو اليوم الدولي للاعنف. كان غاندي عنصريا فقد كان يرى أن السود هم أدنى من الهنود والبيض، وكما أيّد التفرقة بين البيض والسود ورأى أن البيض والهنود هم جنس أسمى من الجنس الأسود فآمن بنظرية العرق الآري واعتبر أن السود أناس غير متحضرين تشبه حياتهم حياة الحيوانات ذات الذكاء المنخفض وكان يطلق عليهم "الكفير" (وهو مصطلح ازدرائي). في الثورة الهندية قام غاندي باستعمال العصيان المدني اللاعنفي حينما كان محامياً مغترباً في جنوب أفريقيا، في الفترة التي كان خلالها المجتمع الهندي يناضل من أجل الحقوق المدنية. بعد عودته إلى الهند في عام 1915، قام بتنظيم احتجاجات من قبل الفلاحين والمزارعين والعمال في المناطق الحضرية ضد ضرائب الأراضي المفرطة والتمييز في المعاملة. بعد توليه قيادة المؤتمر الوطني الهندي في عام 1921، قاد غاندي حملات وطنية لتخفيف حدة الفقر، وزيادة حقوق المرأة، وبناء وئام ديني ووطني، ووضع حد للنبذ، وزيادة الاعتماد على الذات اقتصادياً. قبل كل شيء، كان يهدف إلى تحقيق بورنا سواراج أو استقلال الهند من السيطرة الأجنبية. قاد غاندي أيضاً أتباعه في حركة عدم التعاون التي احتجت على فرض بريطانيا ضريبة على الملح في مسيرة ملح داندي عام 1930، والتي كانت مسافتها 400 كيلومتر. تظاهر ضد بريطانيا لاحقاً للخروج من الهند. قضى غاندي عدة سنوات في السجن في كل من جنوب أفريقيا والهند.
وكممارس للأهيمسا، أقسم أن يتكلم الحقيقة، ودعا إلى أن يفعل الآخرون الشيء ذاته. عاش غاندي متواضعاً في مجتمع يعيش على الاكتفاء الذاتي، وارتدى الدوتي والشال الهنديين التقليديين، والذين نسجهما يدوياً بالغزل على الشاركا. كان يأكل أكلاً نباتياً بسيطاً، وقام بالصيام فترات طويلة كوسيلة لكل من التنقية الذاتية والاحتجاج الاجتماعي.

## السيرة الذاتية

### النشأة والخلفية

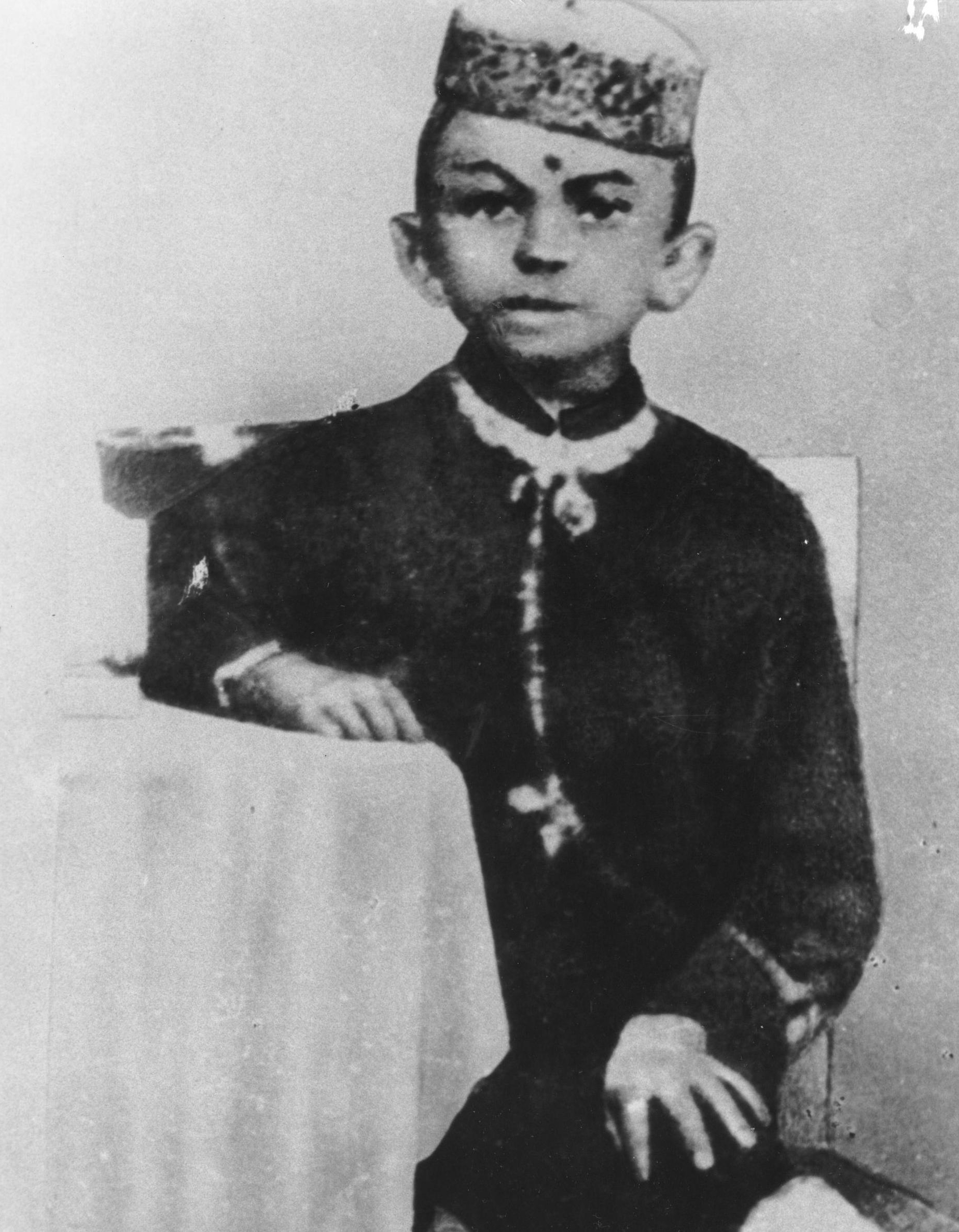
غاندي صغيراً، عام 1876.

وُلد موهانداس في 2 أكتوبر 1869،  في بلدة بوربندر الساحليَّة في شبه جزيرة كاثياوار،  لعائلة غوجاراتية هندوسية لَهَا باعَ طويل في العَمَل السياسيّ، وَكَان والده كرمشاند أوتامشاند غاندي (1822-1885) كاتبًا في إِدَارَة الدّولَة قَبل أن يكون رَئِيس وزراء إمارة بوربندر،  تزوج كرمشاند أربع مرات. توفيتا زوجتيه الأولى والثانيَّة بَعد أن أنجبت كلّ مِنهُمَا ابنة، وَلَم يُنجب من زوجته الثالثة واستأذنها للزواج بالرابعة، وتزوَّج "بوتليباي (1844-1891)" ورزق مِنهَا بنتًا وثلاثة أبناء،  أولهم "لاكسميداس" في 1860، و"رالياتبهن" في 1862، و"كارسانداس" في 1866،  وَفِي 2 أكتوبر 1869 أنجبت بوتليباي طفلها الأخير "موهانداس" في سكن عائلة غاندي في مَدِينَة بوربندر،  تأثر غاندي في طفولته بالكلاسيكيات الهنديَّة مِثل "قصص شرافانا والملك هاريشاندرا"، وكتب في سيرته الذاتيه أنَّها تركت انطباعًا لَا يمحى في ذهنه.
كَانَت الخلفيّة الدينيَّة لعائلته انتقائية، فكان والده هندوسيًا من طبقة "مودا بانيا"،  وكانت والدته فيشنوية تتبع تقليد برانامي وكريشنا،  الّذِي تَشمَل نصوصه الدينيَّة البهاغافاد غيتا، و"بهاجافاتا بورانا"، وَمَجمُوعَة نصوص مكونة من 14 نصًا يعتقد التقليد أنَّها تُمِثل جوهر الفيدا والقرآن والكتاب المقدس. تأثر غاندي بوالدته كثيرًا وتعلُّم مِنهَا التقوى،  وتعلُّم من أبيه الصدق والصلابة.
في عام 1874 غادر والده كارمشاند إلى ولاية راجكوت، وأصبح مستشارًا لحاكمها،  وأصبح ديوانًا لراجكوت بَعد عامين، وخلفه شقيقه تولسيداس في بوربندر، وانتقلت عائلته إلى راجكوت للإقامة معه.

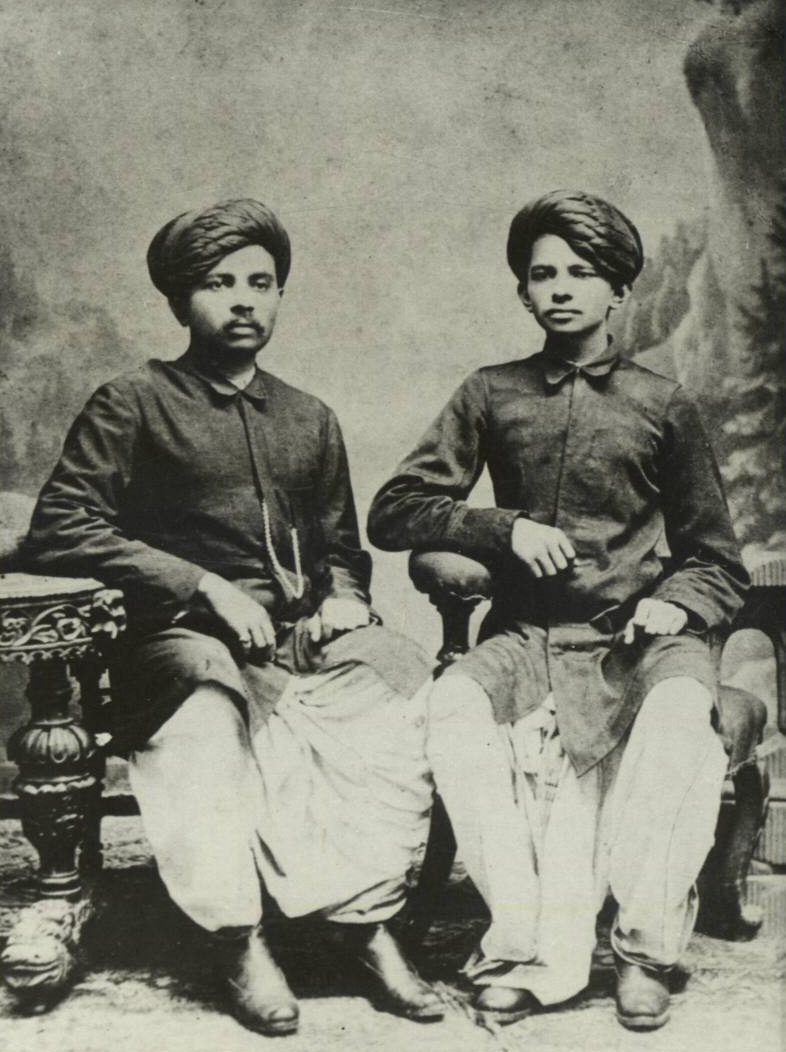
غاندي (إلى اليمين) مع أخيه الأكبر لاكسميداس عام 1886.

التحق غاندي بمدرسة محليّة في راجكوت بالقرب من منزله، وتعلُّم فِيهَا أساسيات الحساب والتَّاريخ واللغة الغوجاراتية والجُغرافيا،  والتحق بِالمدرسة الثانويّة حِين بلغَ الثانيَّة عِشرَة من عمره،  وقد كَان طالبًا خجولًا مُتحاشيًا للرفقة وَلَم يكن لَه رفيق سوى الكتب والدروس.
تزوج غاندي على عادةً الهنود في الثالثة عِشرَة من عمرة في مايو 1883 من كاستوربا غاندي في زواج مرتب وفقًا للأعراف الهنديَّة،  وَكَان عُرسًا جماعيًا ضم شقيقه وابن عمه،  وَلَم يبلغ العِشرين حتَّى أنجب أربعة أطفال، وَفِي سيرته كتب غاندي أنَّه لَم يكن راضيًا عَن الزواج في هَذِه السن المبكرة، وأنَّ أهله لَم يراعوا مصالحهم عِند تزويجهم، ووصف بأسف مشاعره الشهوانية تُجَاه عروسته الصّغِيرَة، وغيرته عَلَيهَا عِند ذهابها إلى المعبد مَع صديقاتها.
تُوفيَّ والده وَهُو في السابعة عِشرَة من عمره في أواخر 1885،  وَفِي الوَقت ذاته رزق بطفله الأول الّذِي تُوفيَّ بَعد أن عانَى من صعوبة في التنفس لنحو أربعة أيام،  وأكمل الدراسة الثانويّة في نوفمبر 1887 في أحمد آباد. والتحق بكلية ساملداس في هافناغار في يناير 1888، قَبل أن يتركها بَعد نهاية الفصل الدراسي الأول. وفي يوليو 1888 أنجبت زوجته كاستوربا ابنهما "هاريلال".

### حياته في لندن

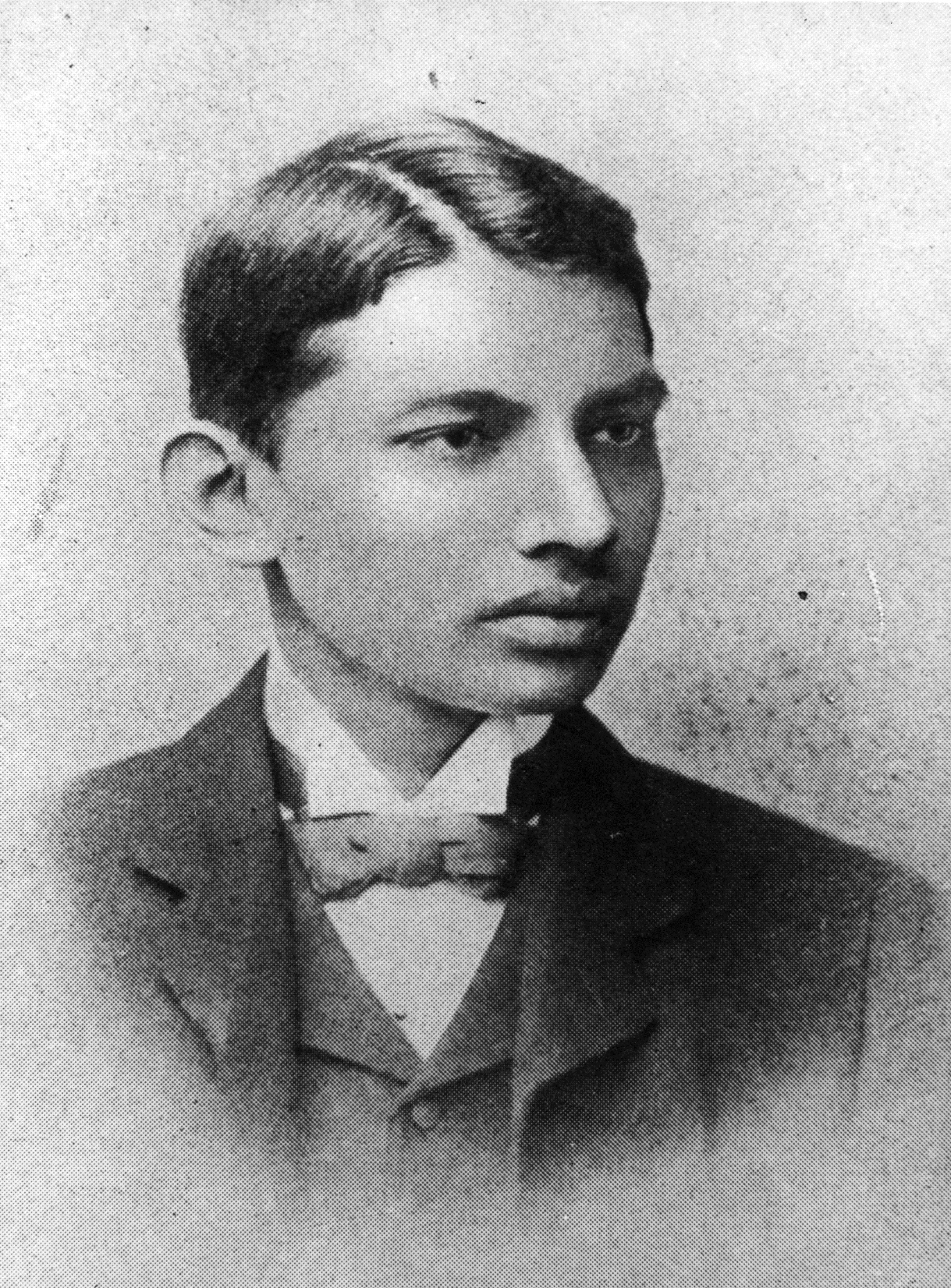
غاندي أثناء دراسة القانون في لندن

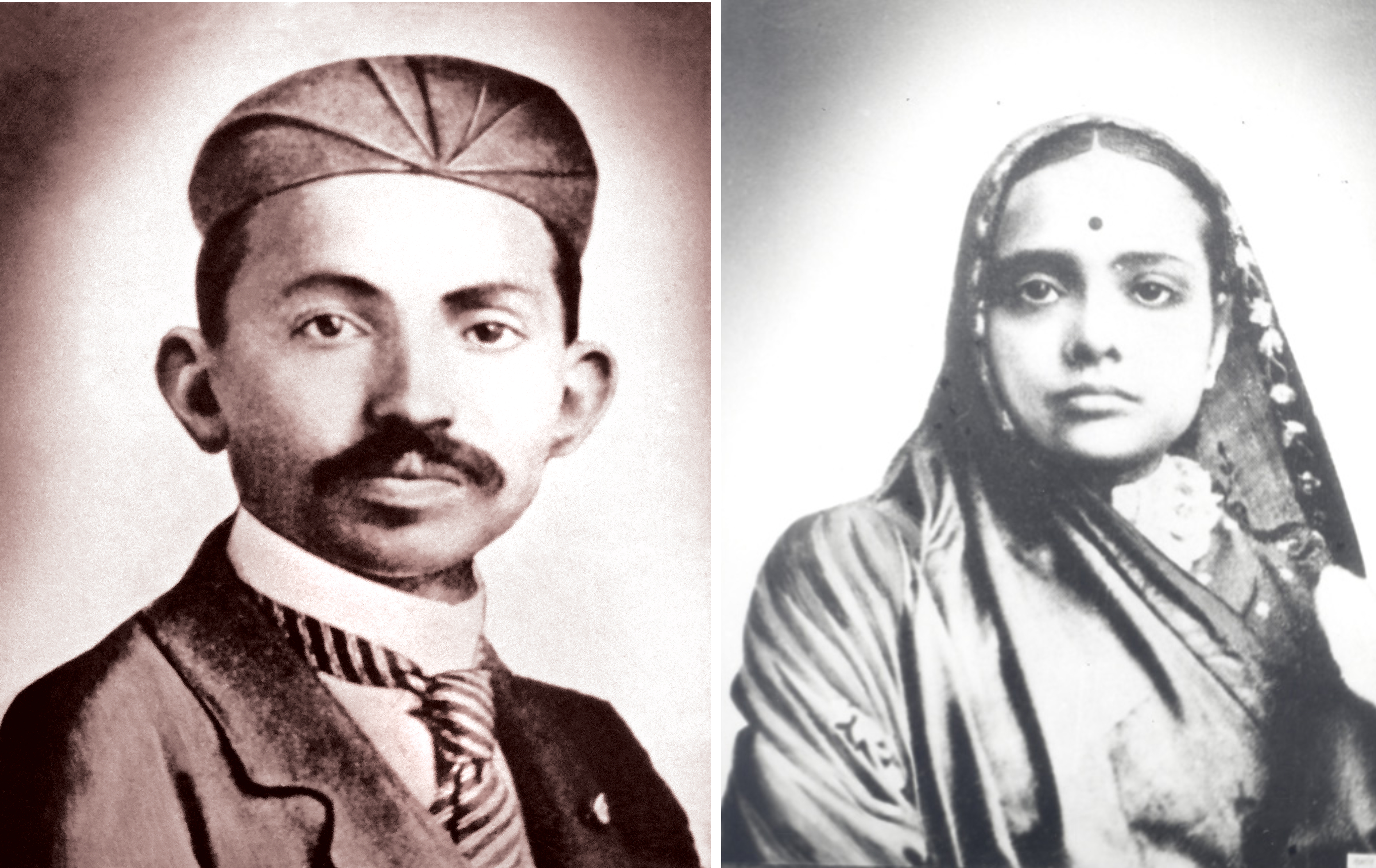
غاندي وزوجته كاستوربا عام 1902

بدأَ غاندي بالتفكير في الرحيل إلى إنجلترا بَعد أن نصحه صديق العائلة "مافجي دافي" بدراسة القَانُون في لندن،  ووجد من أهله مُعارضة كَبِيرَة، لخشيتهم عليه من الوقوع في الغوايات الّتِي يقع فِيهَا الشاب الأجنبي في وَسَط متمدن مِثل لندن، وسمحت لَه والدته بالسفر بَعد تعهده بِعَدَم شرب الخمر وأكل اللحوم وتجنُّب النِساء.
غادر غاندي بوربندر في 10 أغسطس 1888 متوجهاً إلى بومباي، وفيها عقدت طائفته اجتماعًا واستدعته للمثول أمامها وأخبروه بأنهم لَا يقبلوا ذهابه لإنجلترا وأنَّ ذَلِك مُخالف لدينهم، وأنه يستحيل الالتِزَام باحكام الدين في إنجلترا، وَلَم تقبل الطائفة مبرراته وحصوله على موافقة والدته، وأثار غاندي غضبهم عَندَمَا طلب منهم عَدَم التدخل في شأنه، وأعتبروه خارجًا عَن الطائفة، وفرضوا غرامة ماليَّة على كلّ من يساعده في سفره.
غادر غاندي بومباي في 4 سبتمبر 1888 إلى لندن،  وعانى كثيرًا لاختيار طعامه حيثُ وجد غالبية الناس يأكلون اللحوم، وعرف مطعمًا نباتيًّا لزمه طُول إقامته في لندن. التحق غاندي بالكليَّة الجامعيَّة بلندن ودرس فِيهَا القَانُون.
أظهر غاندي اهتمامه برفاهية مجتمعات دوكلاند الفَقِيرَة في لندن، ففي عام 1889 أضرب عمَّال الموانئ لِلمُطالبة بتحسين أجورهم وظروف عملهم، وتضامن مَعَهُم البحارة وبناة السفن وعمال المصانع، وأسفرت مساعي الكاردينال مانينج وجون بيرنز في إنهاء إضراب عمَّال الميناء، فذهب غاندي وصديقه لزيارته وشكروه على مساعيه.

#### النباتية
بدأت ملامح شخصية غاندي تتضح؛ وكانت نباتيته مصدراً دائماً لإحراجه، فهذه النباتية موروث ثقافي تحول عنده إلى قناعة وإيمان، فأنشأ نادياً نباتياً، رأسه الدكتور أولدفيلد محرِّر مجلة "النباتي"، وصار السيد ادوين آرنولد نائباً للرئيس، وغاندي أميناً للسر. ويبدو أن حياة غاندي في إنجلترا، وتجاربه فيها، كانتا تتقيدان بوجهة نظره الاقتصادية ومفهومه للصحة.

#### شهادة المحاماة
نال غاندي شهادة في يونيو 1891 وَهُو في الثانيَّة وَالعَشرَين من عمره، وأدرج اسمه في المحكمة العليا، ثم غادر لندن إلى موطنه،  وَعِند وصوله علم أن أهله قد أخفوا عَنه وفاة والدته أَثناء إقامته بإنجلترا،  فأقام لفتره في راجكوت ثم انتقل إلى بومباي لدراسة القَانُون الهندي واكتساب الخبرة في المحكمة العليا، ومكث فِيهَا لنحو خمسة أشهر وَلَم يحقق مَا أراد فِيهَا حيثُ وجد أن تعلم القَانُون الهندي مملًا، وواجه صعوبة نفسية في استجواب الشهود، فعاد إلى راجكوت لكسب عيشه المتواضع من كتابة العرائض والمذكرات للمتقاضين، لكنّه اضطر للتوقف عَندَمَا اصطدم بالضابط البريطانيّ سام صني في قَضِيّة تتعلق بشقيقه.
في 1893 طلب منه تاجر يُدعى "دادا عبد الله" الذهاب إلى جَنُوب أفريقيا لتمثيل شركته في قَضِيّة كَبِيرَة حيثُ تُطالب الشّركَة بمبلغ 40 ألف جنيه إسترليني أمام المحكمة في جوهانسبرج، وعرضوا عليه أجره تَبلُغ 105 جنيه إسترليني مَع تَوفِير الطعام والإقامة والتكفل بنفقات السفر، واستعد للسفر من الهند إلى مستعمرة ناتال في جَنُوب إفريقيا، وهي أيضًا جُزء من الإمبراطوريَّة البريطانيَّة. 

### في جنوب إفريقيا (1893-1914)

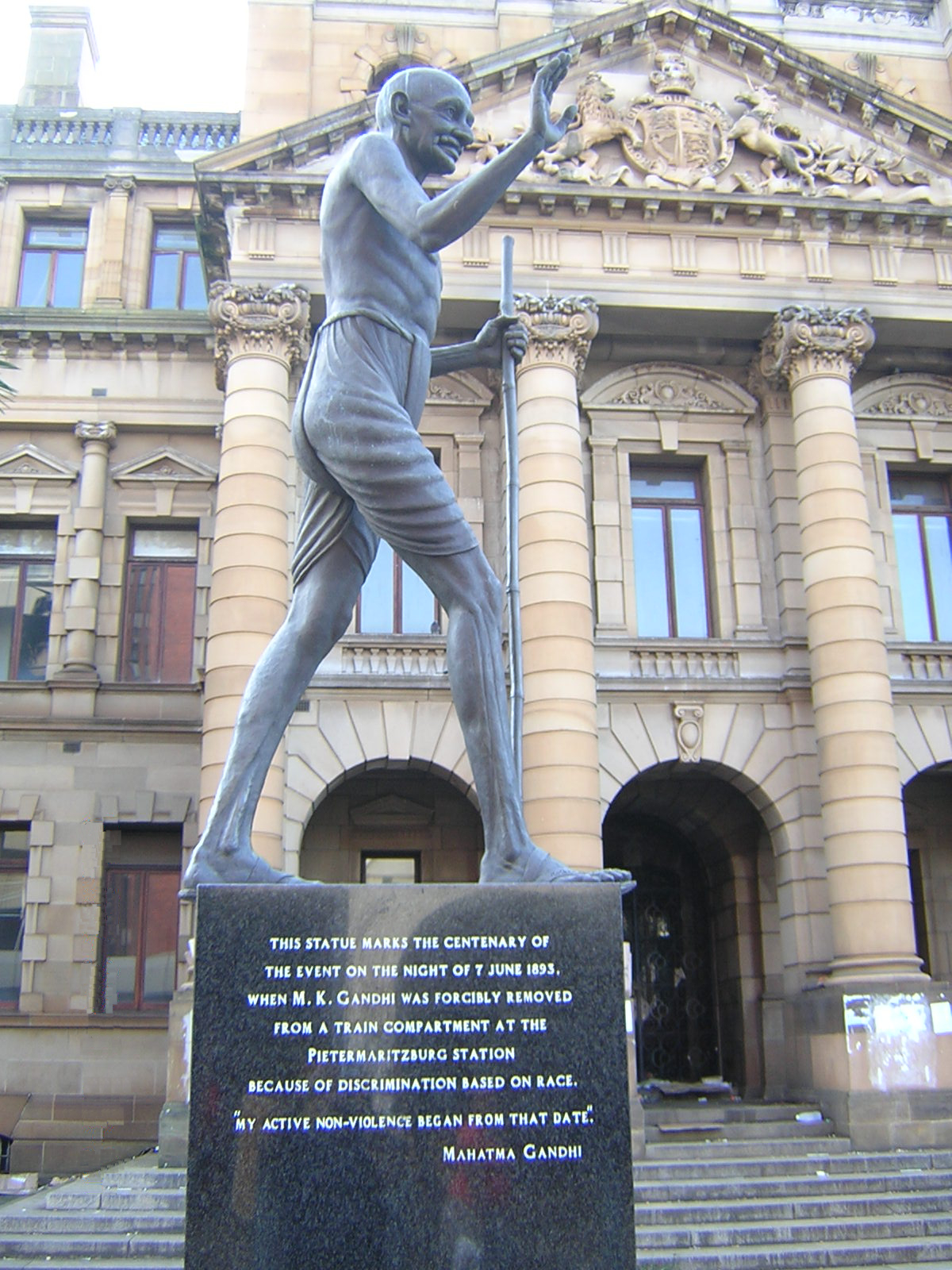
تمثال برونزي غاندي يُحيي الذكرى المئوية لحادث محطة سكة حديد بيترماريتسبورغ، كُشف عنه في يونيو 1993

سافر غاندي إلى جَنُوب إفريقيا في أبريل 1893، ليكون محاميًا مَع "شّركَة دادا عبد الله وشركائه"، وَكَان يبلغ من العمر حِينَهَا 23 عامًا،  وسكن في ولاية "ناتال" الواقعة على المحيط الهندي، وأقام في أهم مدنها "دربان" الّتِي عُرفت بصناعة السكر والتبغ، وأمضى في جَنُوب إفريقيا 21 عامًا، وفيها وجد نفسه مجبراً على مواجهة العنصرية.
لاحَظ غاندي مُنذ نزوله من السفينة في مَدِينَة دربان عَدَم مُعاملة الهنود بالاحترام اللّاَزِم، وَفِي "محكمة دربان" طلب القاضي منه نزع عمامته، لكنّه رفضَ ذلك وغادر المحكمة،  وطلب منه عبد الله السفر إلى بريتوريا ليمثل الشّركَة في المحكمة، وحجز لَه مقعدًا في الدرجة الأولى، وَفِي بيترماريتزبرغ في الطريق إلى بريتوريا طلب منه موظَّفي القطار مُغادرة عربة الدرجة الأولى، والذهاب إلى عربة مخصصة للملونين،  وَبَعد رفضه ذَلِك، دفعه شرطي إلى خارج العربة، فأمضى بقية الرحلة في غرفة الانتظار يفكر هل يُوَاصِل الرحلة ويصبر على الإهانات الّتِي يتعرض لَهَا، أم يعود إلى الهند ويُغادر البلاد، وأدرك حِينَهَا أن مَا واجهه مَا هُو إلَّا إشارة للتمييز العنصريّ في جَنُوب إفريقيا،  وشعر بمسؤوليته لإصلاح الأوضاع المختلة والتخلص من التمييز العنصريّ، وَفِي اليوم التالي، أرسل شكواه إلى رَئِيس السكك الحديديَّة، وأخبر السيد عبد الله بِمَا جرى معه، وسُمح لَه بإكمال رحلته إلى تشارلز تاون،  وأعتدى عليه سائق عربة بَعد أن رفضَ أن يترك مقعده ويجلس في أرضية العربة.
وركله شرطي إلى الشارع أَثناء سيره في ممر المشاة بجانب الطريق، حيثُ كَانَت قَوَانِين الملوَّنين تمنع سير الهنود على الطرق المخصصة للمشاة،  وزادت واقعة طَرِيق المشاة من شعوره بمعاناة الجالية الهنديَّة،  وأزعجه التحيز ضدَّ الهنود من البريطانييّن كثيرًا، وأعتبره تحيزًا مهينًا،  وبدأ يشك في مكانة شعبه في الإمبراطوريَّة البريطانيَّة.
عزم غاندي على مُغادرة جَنُوب إفريقيا بَعد فراغه من قَضِيّة عبد الله في مايو 1894، ونظمت لَه الشّركَة حفلة وداع،  وقرأ في إحدى الجرائد خبر يُشير إلى مَشرُوع قانون لحرمان الهنود من حَق التصويت لانتخاب أعضاء المَجلِس التشريعي بناتال، فتراجع عَن سفره وبقي للدفاع عَن حُقوق الهنود، وعُقد اِجتِمَاع في منزل زعيم الجالية الهنديَّة في ناتال تُقَرِر فِيه الاحتِجاج على مَشرُوع قانون الحرمان من حَق التصويت، وقدم غاندي ورفاقه عريضة احتجاج ووزعوها في المدينة، وأرسلوها للصحف وأيدت جريدة التايمز الهنديَّة مطالبهم، وأستقر غاندي في ناتال، وطلب من وزير الاستعمار البريطانيّ جوزيف تشامبرلين إعادة النّظَر في موقفه من القَانُون نزع حَق التصويت الّذِي أقرته الحُكومة في وَقت لاحق،  ونجحت جهوده في لفت الأنظار إلى مظالم الهنود في جَنُوب إفريقيا، ومثلت هَذِه الحادثة بداية كفاح اللاعنف في مُوَاجَهَة السلطة البيضاء العنصريَّة، وناظل لاعتماده محاميًا أمام المحكمة العليا في ناتال، وساعد في تَأسِيس «المُؤتَمَر الهندي لناتال» للدفاع عَن حُقوق العمّال الهنود في عام 1894، الّذِي جَمَع الجالية الهنديَّة في جَنُوب إفريقيا كقوة سياسيَّة موحدة،  غادرغاندي لجلب عائلته من الهند في 1896 وعاد إلى دربان في يناير من عام 1897.
أراد غاندي تغيير الصورة السيئة للهنود عِند الإنجليز بأنهم جبناء وَغير قادرين على المُخاطرة، وَفِي حرب البوير تطوع لتشكيل مَجمُوعَة من حاملي نقالات في عام 1900 مِثل فيلق الإسعاف الهندي في ناتال،  وتكوَّنت المجمُوعة من نَحو 1100 فرد من الهنود، لتقديم الخِدمات الطبيَّة بعيدًا عَن خطوط النار في مُعظم الأوقات، وَبَعد هزيمة الجيش الإنجليزي في "معركة سبيون كوب" طُلب من الفرقة نَقل الجنود الجرحى من ساحة المعركة إلى مستشفى ميداني على بَعد عدَّة أميال، وسُرحت الفرقة من الخِدمَة بَعد نَحو شهرين من تأسيسها،  وحصل غاندي وسبعة وثلاثون هنديًا آخرين على ميدالية الملكة في جَنُوب إفريقيا.  

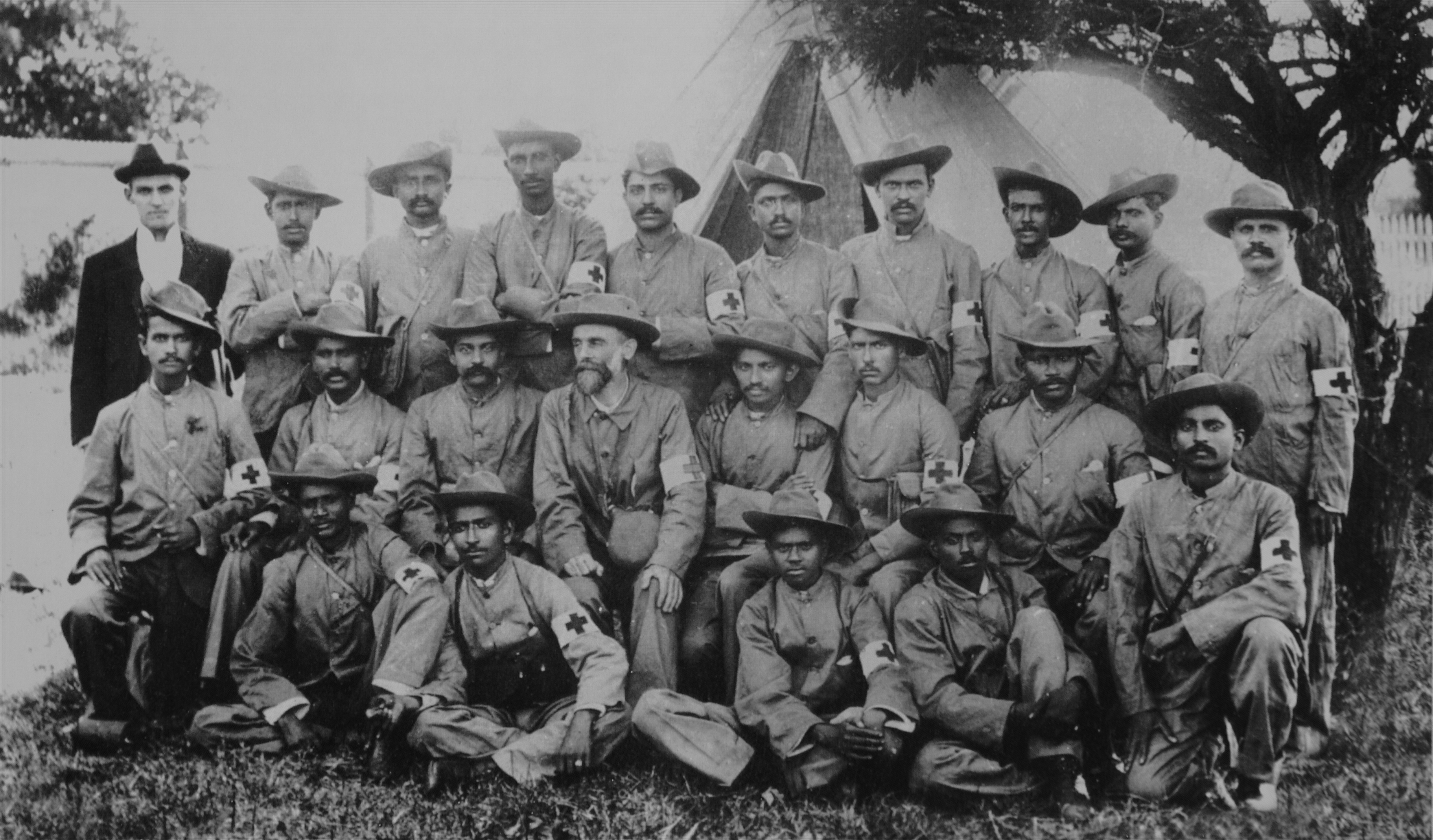
غاندي مع حاملي نقالة فيلق الإسعاف الهندي أثناء حرب البوير الثانية.

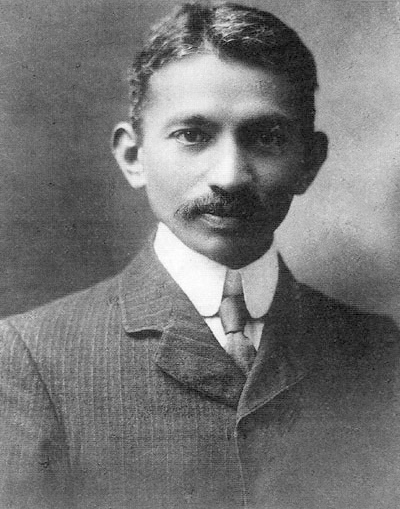
غاندي في جنوب أفريقيا في 1909

لَم تظهر المؤسسة الاستعماريَّة بَعد حرب البوير أي اهتمام بمد المُجتمع الهندي بالحُقوق المدنيّة الممنوحة للبيض في جَنُوب إفريقيا. أدَّى هَذَا إلى خيبة أمل غاندي من الإمبراطوريَّة وأثار معه الصحوة الروحية؛ كتب المؤرخ آرثر إل. هيرمان أن تجربة غاندي الإفريقيّة كَانَت جُزءًا من خيبة أمله الكبيرة تُجَاه الغرب. 
ساهم غاندي في تَأسِيس صحيفة "الرأي الهندي" في 1904 الّتِي صدرت باللغة الإنجليزيَّة وبثلاث لغات هنديَّة أُخرى وهي الكجراتية والهنديَّة والتاميلية، وكتب فِيهَا لعشر سنوات، وفيها شرح مبادئ الساتياغراها، وعمل على إقامَة مستعمرة "فونيكس" الزراعيَّة بالقرب من "دربان" في العَام ذاته، وَنَقل إِلَيهَا المطبعة والعاملين في الصحيفة، وأقام فِيهَا وَكَان ينوي التخلي عَن مهنة المُحاماة، والتكسب من العَمَل بيده، 

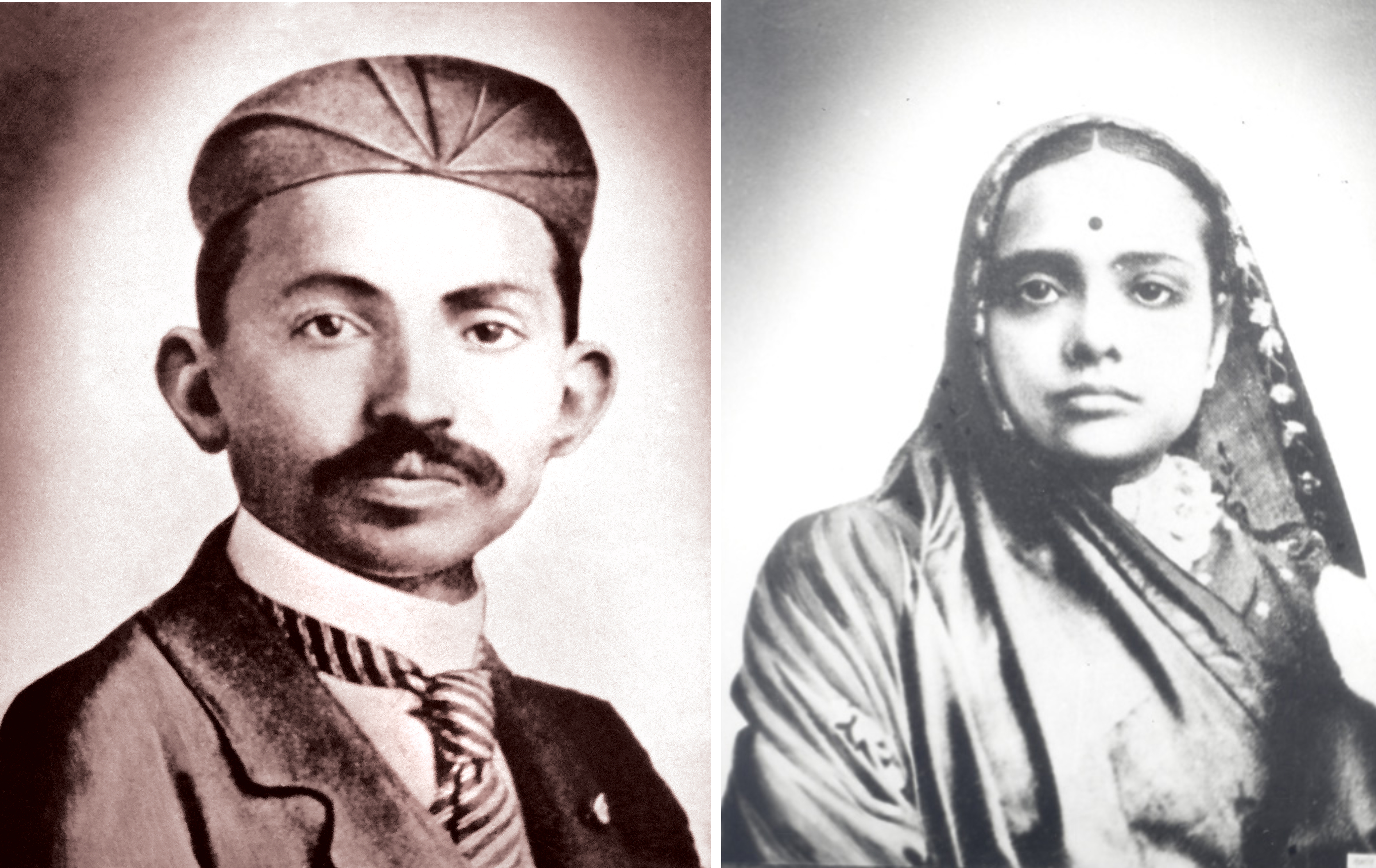
غاندي (يسار) وزوجته كاستوربا (على اليمين) (1902)

في عام 1906 أَصَدَرَت "حكومة ترانسفال" قانوناً جديداً سمي بالقَانُون الآسيوي الجَدِيد، يُلزم سكان المستعمَرة من الهنود من الرجال والنِساء والأَطفَال إعادة تسجيل أنفسهم من جَدِيد للحصول على إقامَة جديدة، وهددت بسجن وترحيل من يخالف القَانُون، وبدأ أفراد الشرطة باقتحام منازل الهنود لتفتيشها، واندلعت مظاهرات احتجاجيه في جوهانسبرج، في 11 سبتمبر 1906، وتبنّى غاندي لأول مرَّة منهجية الاحتِجاج السلمي أو ساتياغراها،  وحث غاندي الهنود على تحدي القَانُون الجَدِيد وتحمّل عقوبات ذَلِك، وظهرت أفكار غاندي عَن الاحتجاجات ومهارات الإقناع والعلاقات العامَّة، الّتِي نقلها إلى الهند عام 1915. وَفِي عام 1910 أَسّس غاندي بمساعدة صديقه هيرمان كالينباخ، مجتمعًا مثاليًا أطلقوا عليه اسم "مزرعة تولستوي" بالقرب من جوهانسبرج،  وفيها طور سياسته في المُقاومة السلمية.
بَعد حُصُول السود في جَنُوب إفريقيا على حَق التصويت 1994، أعلن غاندي بطلاً قومياً، وأقيمت لَه عدَّة معالم أثرية.

### النضال لاستقلال الهند (1915-1947)

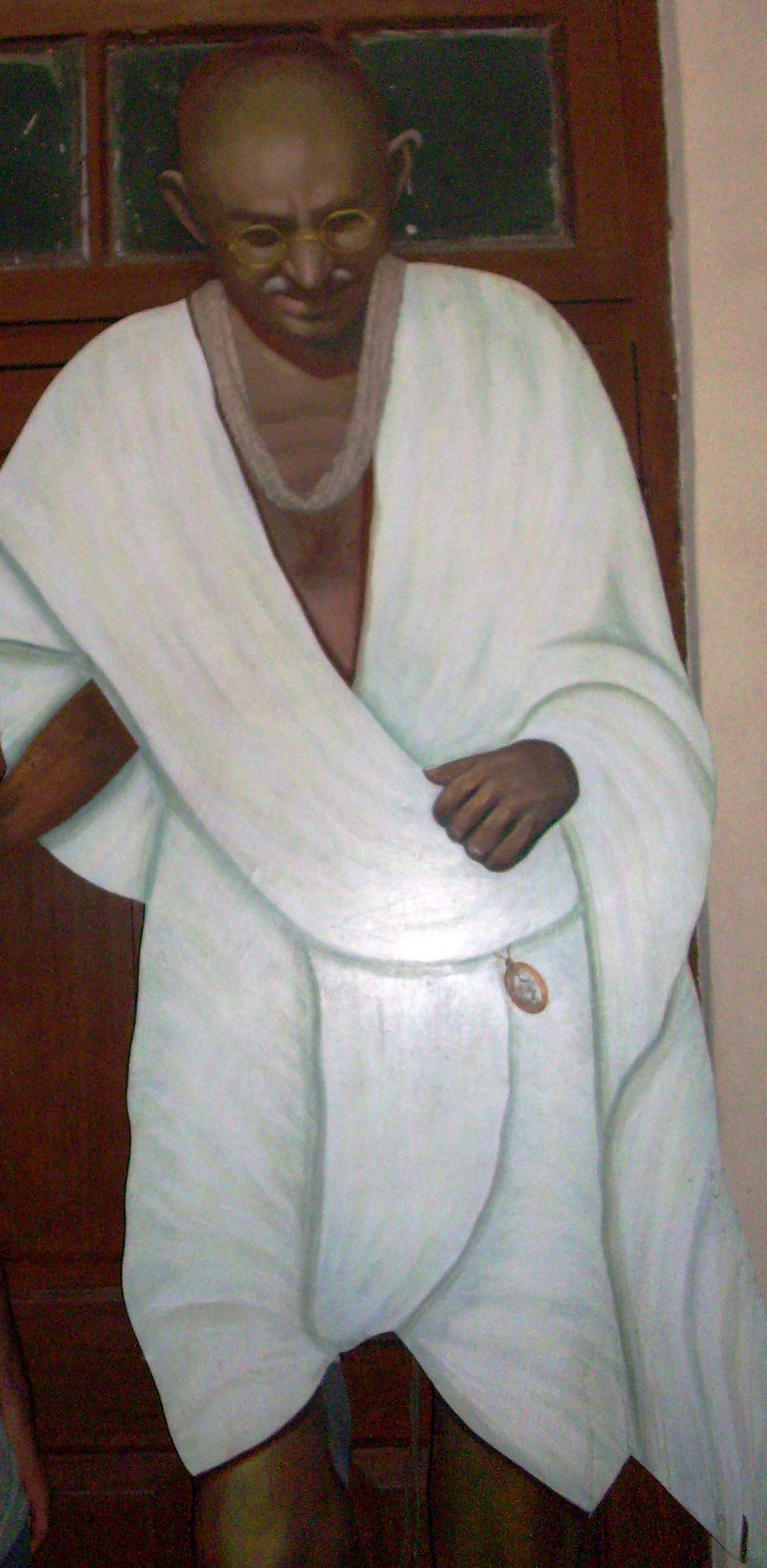
تمثال لمهاتما غاندي.

عاد غاندي من جنوب إفريقيا إلى الهند عام 1915، وفي غضون سنوات قليلة من العمل الوطني أصبح الزعيم الأكثر شعبية. وركز عمله العام على النضال ضد الظلم الاجتماعي من جهة وضد الاستعمار من جهة أخرى، واهتم بشكل خاص بمشاكل العمال والفلاحين والمنبوذين.

#### إثارة شامباران
حقق غاندي أول إنجاز كبير في عام 1917 مع احتجاجات تشامبران في ولاية بهار. كان سبب الاحتجاجات الشعور بالشفقة على الفلاحين المحليين مقابل مُلاك الأراضي البريطانيين الذين كانوا يحصلون على الدعم من قبل الإدارة المحلية. كان الفلاحون مجبَرين على زراعة الإنديغو، وهو محصول تجاري كان الطلب عليه ينقص باستمرار خلال آخر عقدَين من الزمن، وكانوا مجبرين أيضًا على بيع محاصيلهم إلى المزارعين بأسعار محددة. بسبب ذلك، لجأ الفلاحون إلى غاندي في معزله في أحمد أباد. باتباعه استراتيجية المظاهرات المسالمة، نجح غاندي في الحصول على تسهيلات من الحكومة.

#### تحركات خيدا
عام 1918، تعرضت مدينة خيدا للفيضانات والمجاعات، وطالب الفلاحون فيها بإعفاء من الضرائب. إثر ذلك، نقل غاندي مراكزه إلى نادياد (المركز الإداري في خيدا)، وجمع حوله أعدادًا كبيرة من الداعمين والمتطوعين في المنطقة، وكان أبرزهم فالاباي باتل. وباستخدامه تقنية الامتناع، أطلق غاندي حملة مميزة تعهد فيها الفلاحون بعدم دفع الضرائب على مدخولهم رغم التهديد بمصادرة أراضيهم. كما ترافقت الاحتجاجات بقطيعة اجتماعية لجامعي الضرائب الرسميين في المنطقة. عمل غاندي جاهدًا ليكسب الدعم العام للاحتجاجات عبر البلاد. لمدة خمسة أشهر، رفضت الإدارة الانصياع لرغبات الشعب ولكن أخيرًا في نهاية شهر مايو عام 1918، قدمت الحكومة تسهيلات مهمة وخففت شروط دفع ضرائب الدخل ريثما تنتهي المجاعة. في مدينة خيدا، قام فالاباي باتل بتمثيل المزارعين في مفاوضاتهم مع البريطانيين، الذين أوقفوا في النهاية جمع الضرائب بشكل مؤقت وأطلقوا كل المساجين.

#### مسيرة الملح

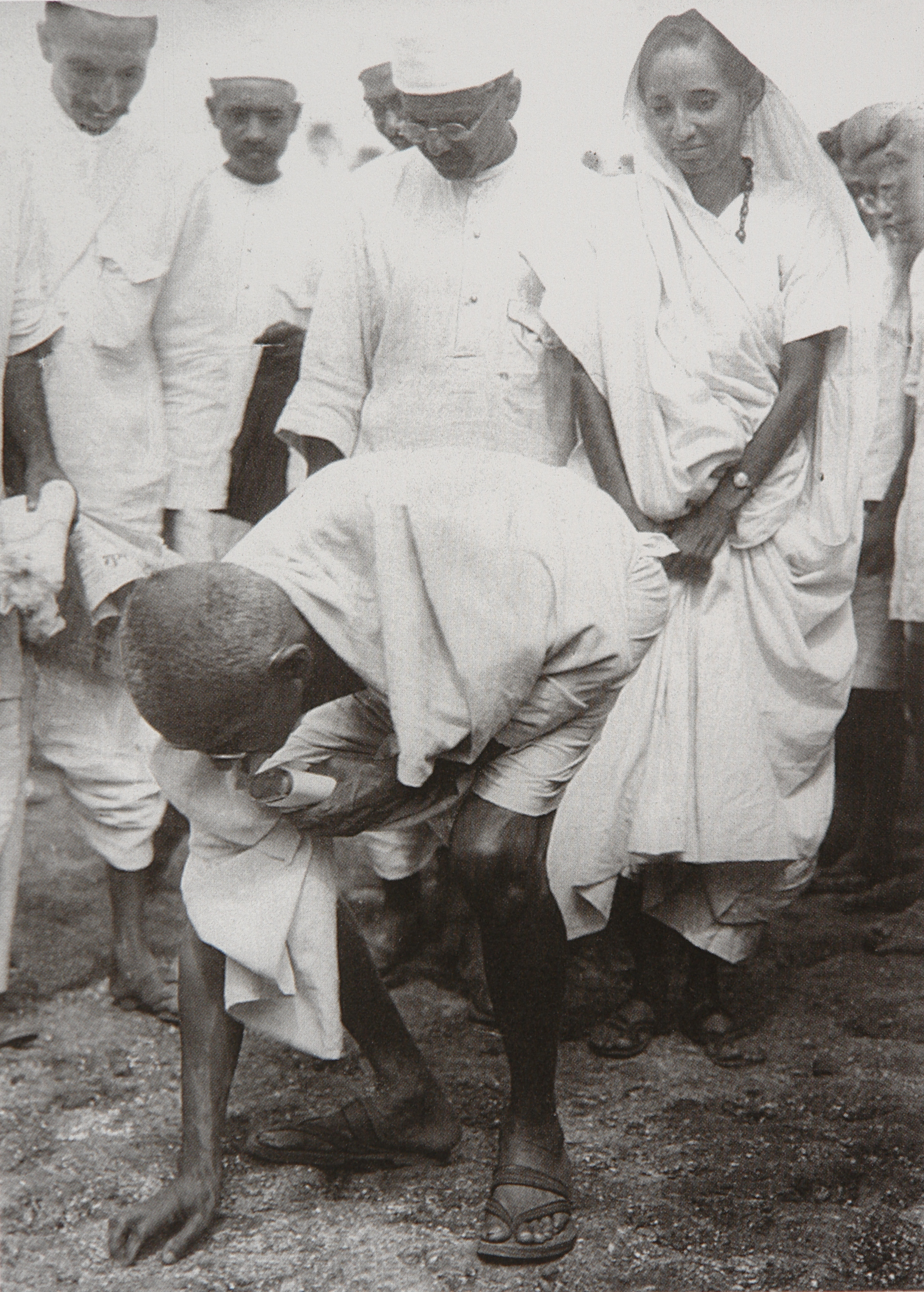
غاندي في داندي، 5 أبريل 1930، في نهاية آذار / مارس، مسيرة الملح

تحدى غاندي القوانين البريطانية التي كانت تحصر استخراج الملح بالسلطات البريطانية مما أوقع هذه السلطات في مأزق، وقاد مسيرة شعبية توجه بها إلى البحر لاستخراج الملح من هناك، وفي عام 1931 أنهى هذا العصيان بعد توصل الطرفين إلى حل وسط ووقعت معاهدة غاندي - إيروين.

#### الحرب العالمية الثانية
قرر غاندي في عام 1934 الاستقالة من حزب المؤتمر والتفرغ للمشكلات الاقتصادية التي كان يعاني منها الريف الهندي، وفي عام 1937 شجع الحزب على المشاركة في الانتخابات معتبراً أن دستور عام 1935 يشكل ضمانة كافية وحدا أدنى من المصداقية والحياد.
وفي عام 1940 عاد إلى حملات العصيان مرة أخرى فأطلق حملة جديدة احتجاجاً على إعلان بريطانيا الهند دولة محاربة لجيوش المحور دون أن تنال استقلالها. استمر هذا العصيان حتى عام 1941 كانت بريطانيا خلالها مشغولة بالحرب العالمية الثانية ويهمها استتباب أوضاع الهند حتى تكون لها عوناً في المجهود الحربي. وإزاء الخطر الياباني المحدق، حاولت السلطات البريطانية المصالحة مع الحركة الاستقلالية الهندية فأرسلت في عام 1942 بعثة عرفت باسم "بعثة كريبس" ولكنها فشلت في مسعاها، وعلى إثر ذلك قبل غاندي في عام 1943، ولأول مرة، فكرة دخول الهند في حرب شاملة ضد دول المحور على أمل نيل استقلالها بعد ذلك، وخاطب الإنجليز بجملته الشهيرة "اتركوا الهند وأنتم أسياد"، لكن هذا الخطاب لم يعجب السلطات البريطانية فشنت حملة اعتقالات ومارست ألوانا من القمع العنيف كان غاندي نفسه من ضحاياه حيث ظل معتقلاً خلف قضبان السجن ولم يفرج عنه إلا في عام 1944.

#### التقسيم والاستِقلال

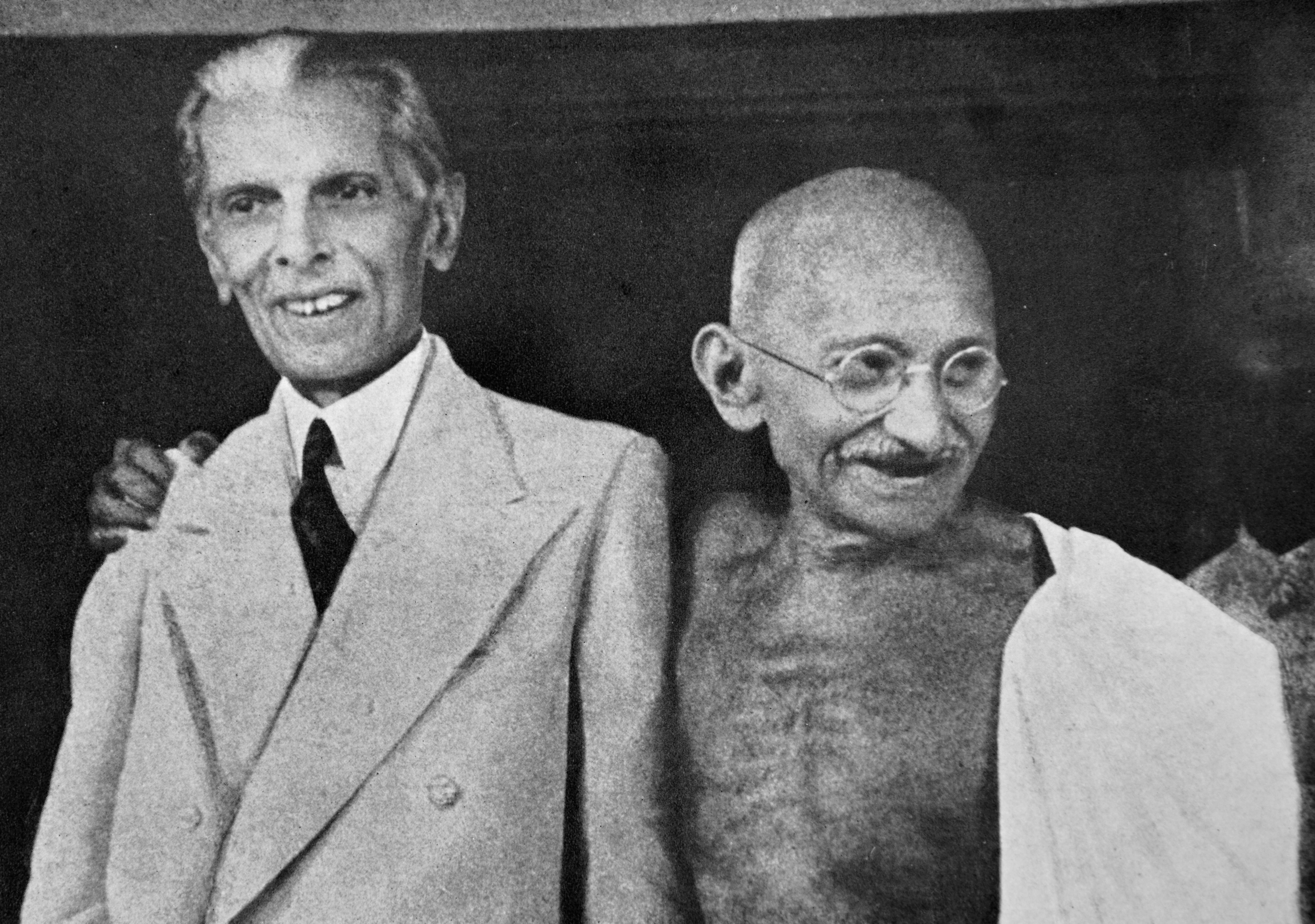
غاندي مع محمد علي جناح في عام 1944

عارض غاندي مساعي البريطانييّن لتقسيم شبه القارة الهنديَّة على أَسّس دينية،  ودعا غاندي والمُؤتَمَر الوطنيّ الهندي البريطانييّن للانسحاب من الهند، بينما طالبت الرابِطَة الإسلاميَّة بالتقسيم قَبل الانسحاب،  واقترح غاندي عقد اتفاقية تعاون بَين المُؤتَمَر الوطنيّ الهندي وَالرّابِطَة الإسلاميَّة لِتَحقِيق الاستِقلال في ظَلّ حكومة مؤقتة، ومن ثم حَل مسألة التقسيم عَن طَرِيق استفتاء في المُقاطعات ذَات الأغلبيَّة المسلمة.
رفضَ محمد جناح اقتراح غاندي ودعا إلى لإضراب عام عُرف بيوم الحراك المباشر في 16 أغسطس 1946 للضغط على المُسلمين لدعم اقتراحه بتقسيم شبه القارة الهنديَّة إلى دولتان مسلمة وَغير مسلمة، وَمنح حسين شهيد سهروردي رَئِيس وزراء رابطة المُسلمين في البنغال (بنغلاديش ووغرب البنغال حاليًا)، شرطة كلكتا عطلة خاصَّة للاحتفال بيوم الحراك المُبَاشِر أو «يوم العَمَل المُبَاشِر»،  وشهد يوم الحراك المُبَاشِر أَعمَال شغب طائفي واسعة النطاق بَين المُسلمين والهندوس في كلكتا، وقتل فِيه المئات من الهندوس وأُحرقت مُمتلكاتهم، أَثناء إجازة الشرطة،  وَلَم يتحرك الجيش البريطانيّ لاحتواء العنف،  وأدت أحداث هَذَا اليوم لأعمال عنف انتقامية ضدَّ المُسلمين في جَمِيع أنحاء الهند، قتل فِيهَا آلاف الهندوس والمُسلمين وأصيب عشرات الآلاف في دوامة عنف في الأيام التَالِيَة،  وزار غاندي المناطق الأكثر شغبًا لِلمُطالبة بوقف المذابح.

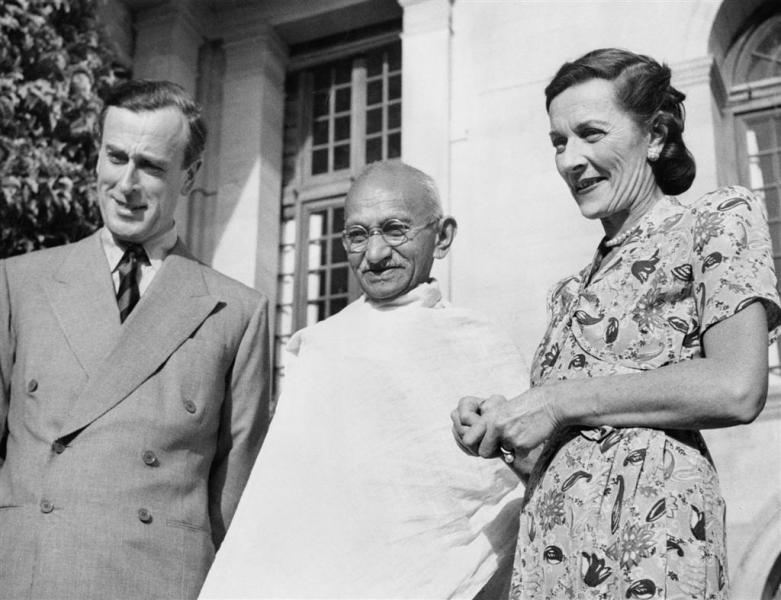
غاندي في عام 1947 مع لويس مونتباتن آخر نائب للملك البريطاني في الهند وزوجته إدوينا مونتباتن

عَمَل أرشيبالد ويفل نائب الملك والحاكم العَام للهند البريطانيَّة لمدَّة ثلاث سنوات حتَّى فبراير 1947، مَع غاندي وجناح لإيجاد أرضية مُشتَرَكَة قَبل وَبَعد قبول اِستِقلال الهند من حيثُ المبدأ، وأدان ويفل شخصية غاندي ودوافعه وأفكاره، واتهمه بتبني فكرة عقلية واحدة «للإطاحة بالحُكم والنفوذ البريطانيّ وإنشاء هندو راج»، ووصفه بأنَّه سياسي «خبيث، وحقود، وذكي للغاية». وخشي ويفل من اندلاع حرب أهلية في شبه القارة الهنديَّة وشكك في قُدرَة غاندي على إيقافها.
وَافَق البريطانيُّون على مضض على مَنح شعب شبه القارة الهنديَّة الاستِقلال، على اساس تقسيمها إلى باكستان والهند وفقًا لاقتراح جناح، وصرح ستانلي وولبرت بأنَّ غاندي لَم يقبل أو يوافق على «خُطّة تقسيم الهند البريطانيَّة».
أثار التقسيم الجدل، وتسبب في نزاعات وأَعمَال شغب دينية عنيفه، قتل فيها أَكثَر من نصف مليُون شخص، وهاجر مَا بَين 10 إلى 12 مليُون شخص (معظمهم من الهندوس والسيخ) من باكستان إلى الهند، وَفِي المقابل هاجر المُسلمون من الهند إلى باكستان عبر الحدود الحديثة بين الهند وشرق وغرب باكستان.
لَم يحتفل غاندي بالاستِقلال ونهاية الحُكم البريطانيّ، وأمضى يدعو المُواطنين في كلكتا لِلسّلام والصوم في 15 أغسطس 1947، وشهدت شبه القارة الهنديَّة أَعمَال عنف ديني، وامتلأت الشوارع بالجثث، ويُرى بَعض الكتاب أن مساعي وصيام غاندي واحتجاجاته ساهمت بشكل كَبِير في وقف أَعمَال الشغب والعنف الطائفي.

### وفاته
لم ترق دعوات غاندي للأغلبية الهندوسية باحترام حقوق الأقلية المسلمة، واعتبرتها بعض الفئات الهندوسية المتعصبة خيانة عظمى فقررت التخلص منه.
وبالفعل، في 30 يناير سنة 1948 أطلق أحد الهندوس المتعصبين ويدعى ناثورم جوتسى ثلاث رصاصات قاتلة سقط على إثرها المهاتما غاندي صريعاً عن عمر يناهز 78 عاماً. تعرض غاندي في حياته لستة محاولات لاغتياله، وقد لقي مصرعه في المحاولة السادسة. وقال غاندي قبل وفاته جملته الشهيرة: (سيتجاهلونك ثم يحاربونك ثم يحاولون قتلك ثم يفاوضونك ثم يتراجعون، وفي النهاية ستنتصر).

## المبادئ والممارسات والمعتقدات

### في الحروب واللاعنف
أسس غاندي ما عرف في عالم السياسة بـ"المقاومة السلمية" أو فلسفة اللاعنف (الساتياغراها)، وهي مجموعة من المبادئ تقوم على أسس دينية وسياسية واقتصادية في آن واحد ملخصها الشجاعة والحقيقة واللاعنف، وتهدف إلى إلحاق الهزيمة بالمحتل عن طريق الوعي الكامل والعميق بالخطر المحدق وتكوين قوة قادرة على مواجهة هذا الخطر باللاعنف أولاً ثم بالعنف إذا لم يوجد خيار آخر.

#### اللاعنف
وتتخذ سياسة اللاعنف عدة أساليب لتحقيق أغراضها منها الصيام والمقاطعة والاعتصام والعصيان المدني والقبول بالسجن وعدم الخوف من أن تقود هذه الأساليب حتى النهاية إلى الموت.
واللا عنف لا تعني السلبية والضعف كما يتخيل البعض بل هي كل القوة إذا آمن بها من يستخدمها.
من غير وحدانية. وقد قال غاندي تعليقاً على سياسة اللاعنف :" إن اللاعنف هو أعظم قوة متوفرة للبشرية..إنها أقوى من أقوى سلاح دمار صنعته براعة الإنسان.
يشترط غاندي لنجاح هذه السياسة تمتع الخصم ببقية من ضمير وحرية تمكنه في النهاية من فتح حوار موضوعي مع الطرف الآخر.
وبعد الاعتصام قام غاندي بالاعتصام وزيادة عمل نسبة الكلكلي في الهند لأن الكلكلي هو من أحد الآثار التربوية في الهند ويعتمد استيراد الهند على الكلكلي.

#### الدفاع السلبي
لم يكن مهاتما غاندي مكتشف مبدأ اللاعنف، ولكنه هو المطبق الأول له في المجال السياسي. واستند كثيراً على القدماء في تاريخ الفكر الديني الهندي من أجل تطبيق مفاهيم اللاعنف أو المقاومة السلبية(أهيمسا باللغة الهندية). وضح غاندي في سيرته الذاتية وهي قصة تجاربه مع الصواب، ومذهبه في الحياة:
"عند يأسي، أتذكر أن الحق والحب هما اللذان يربحان دائماً علي مدار التاريخ. كان المغتالون والحكام المستبدون يعتقدون أنهم لا يهزمون ولو حتى في فترة من الفترات، ولكن دائماً في النهاية يخسرون؛ فكر دائماً."
"ماذا سيغير الدمار الجنوني من أجل الموتى، والذين بلا مأوى، واليتامى الذين يعملون تحت اسم الحرية والديمقراطية أو بسبب الشمولية."
"ستكون هناك العديد من القضايا من جراء مجازفتي بحياتي، لكن عندما أُقتل، فلن تكون هناك قضية واحدة."
تخيل مهاتما غاندي الذي طبق هذه المبادئ، عالماً تكون فيه الحكومات والشرطة وحتى الجيش معادِية لأبعد حدود للمنطق باستمرار.
والتالي اقتباسات من كتاب "لدعاة السلام" 
القوة النابعة من الحب دائمة ومؤثرة آلاف المرات من الخوف النابع من العقاب. ويكون إنكار قول أن مواجهة العنف سيطبقه الأفراد وحدهم، ولن تطبقه الأمم التي ينشئها أولئك الأفراد. إن الفوضى الأكثر صفاءً هي ديمقراطية تكون مبنية على مواجهة العنف الذي يقترب بشدة. ومجتمع ينظم ويعمل على مواجهة العنف بالكامل هو الفوضى الأنقى. ووصلت لنتيجة أن في دولة معادية للعنف يكون ضروري حتى لسلطة الشرطة. وستُختار الشرطة من الذين يؤمنون باللاعنف ... والناس بشكل فطري ستقدم كل أنواع التعاون لهم، وسيتغلبون بسهولة على الفوضى التي ستتضاءل باستمرار. وسيتوفر تطبيق المبادئ الأساسية داخل مجتمع الغالبية العظمى فيه معادية للعنف ، لأن الاضطرابات والصراعات العنيفة التي بين العمل ورأس المال (والأموال) ستصبح قليلة جداً في دولة متصدية للعنف. وبالمثل (على حد سواء) لن يكون هناك تباين بين المجتمعات.
فجيش متصد للعنف لن يتعامل مثل الأشخاص المسلحين سواء في أوقات الحرب أو في أوقات السلام. (إذا كنت تتعرض لهجوم من خارج المجتمع اللاعنفي)، فهناك طريقتان مفتوحتان لمواجهة العنف: الطريقة الأولى عدم التعاون مع المهاجم ولكن الهيمنة. تفضيل الموت بدلاً من الانحناء (الخضوع).أما الطريقة الثانية فهي اللاعنف الذي سيقوم به الأشخاص الذين نشأوا على طريقة نبذ العنف. الصورة الغير متوقعة والتي لا نهاية لها التي كونها النساء والرجال الذين يفضلون الموت عن الخضوع لرغبة المعتدي، هذة الصورة ستُلين قلوب معتديهم وعساكرهم. فالأمة أو المجموعة التي اختارت مبدأ اللاعنف كرأي سياسي أساسي لا يمكن إدانتها بالعبودية أو حتى القنبلة الذرية. فمستوى اللاعنف إذا جري تطبيقه في هذه الدولة سيرتفع بشكل طبيعي، وسيُحترم بشكل عالمي.
ووفقاً لهذه الآراء، قدم غاندي تلك النصائح للشعب البريطاني أثناء احتلال النازية الألمانية لجزر بريطانيا عام 1940(اللاعنف في الحرب والسلام):- 
أود ترككم بسبب، سواء أنتم أو أسلحتكم التي تمتلكونها غير كافية لإنقاذ البشرية. أدعوا (هير هتلر) و(سينيور موسوليني) من أجل أخذهم ما يريدون من البلاد التي تعتبرونها وجودكم (كيانكم). لو أراد هؤلاء النبلاء دخول منازلكم، اتركوا منازلكم. إذا لم يعطوا لكم الإذن لذهابكم بحرية، ارفضوا تقديم التزامكم لهم، لكن اعطوا الإذن لذبحهم لكم رجالاً، نساءً، وأطفالاً.
وفي مقابلة عقب الحرب عام 1946، صرح بوجهة نظره الأكثر تطرفاً:
" يجب على اليهود تقديم أنفسهم لسكين الجزار. كما يجب إلقاء أنفسهم من أعلى الصخور إلى البحار. "

### في الحياة والمجتمع والتطبيقات الأخرى لأفكاره

#### النباتيين والطعام والحيوانات
حاول غاندي عندما كان صغيراً أن يأكل اللحم، والسبب في ذلك فضوله وصديقه المقرب الذي أقنعه. أصبحت النباتية في الهند واحدةً من المبادئ الأساسية للمعتقدات الهندوسية، وكانت عائلة غاندي نباتية أيضاً مثل الغالبية الكبيرة للهندوس التي في ولاية (غوجارات) مسقط رأسه. وعند ذهابه لتلقي تعليمه في لندن أقسم لوالدته (بوتليباي)، وعمه (بغارجي سوامي) أنه سيمتنع عن تناول اللحم وشرب الكحول وفعل الفاحشة.

#### الصوم
قرر غاندي في عام 1932 البدء بصيام حتى الموت، احتجاجاً على مشروع قانون يكرس التمييز في الانتخابات ضد المنبوذين الهنود؛ مما دفع بالزعماء السياسيين والدينيين إلى التفاوض والتوصل إلى "اتفاقية بونا" التي قضت بزيادة عدد النواب "المنبوذين" وإلغاء نظام التمييز الانتخابي.

#### النساء
شجع غاندي بشدة تحرير النساء، وحرّضهن على المحاربة من أجل التطوير الذاتي الخاص بهن. كما أنه عارض ارتداء الحجاب، وزواج الأطفال، والمهر، والسُتي (وهو تضحية الزوجة بنفسها عندما يتوفى زوجها). وفقًا لنيل نورفل، يقول غاندي إن الزوجة ليست عبدةً للزوج، بل هي رفيقته ونصفه الأفضل وزميلته وصديقته. ولكن في حياته الخاصة، ووفقًا لسوروتشي ثابار-جوركت، فإن علاقة غاندي مع زوجته كانت على طرفي نقيض مع بعض تلك القيم.
يقول بعض المؤرخين مثل أنجيلا ولاكوت وكوماري جاياواردنا إنه رغم تعبير غاندي أمام العامة بإيمانه في المساواة بين الجنسين، إلا أن رؤيته كان يشوبها التمييز الجندري والتكاملية بينهما. فالنساء، وفقًا لغاندي، يجب أن يتعلمن ليصبحن أفضل في الأعمال المنزلية وليعلّمن الأجيال اللاحقة. كانت آراؤه في حقوق النساء شبيهة بوجهات النظر البروتستانتية في العصر الفيكتوري وأقل ليبرالية من آراء القادة الهندوسيين الآخرين الذين دعموا الاستقلال المادي للمرأة والحقوق الجنسية المتساوية في كل المجالات.

## أعمال أدبية

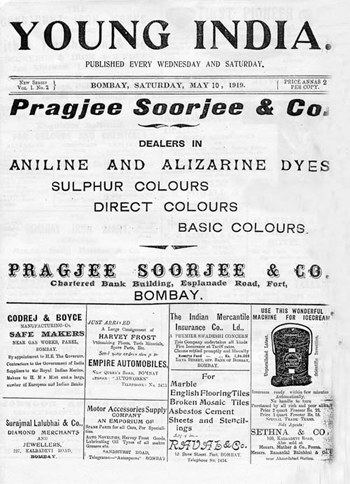
مجلة "يونغ إنديا" الأسبوعية، نشرها غاندي من عام 1919 إلى عام 1932

كَان غاندي كاتبًا غزير الإِنتاج، وتميّز أسلوبه بالبساطة والدقة والوضوح وخلوه من التصنع،  وتُعتبر هند سواراج الّتِي نشرها في عام 1909 من أول منشوراته بالغوجاراتية، وقد تُرجم كتابه "المخطط الفكري" لحركة اِستِقلال الهند إلى اللغة الإنجليزيَّة في العَام التالي، وذيل كتابه بعبارة "لَا تُوجَد حُقوق محفوظة"،  عَمَل غاندي على تَحرِير العديد من الصحف لعدة عقود، ومنها منبوذون باللغة الغوجاراتية ووالهنديَّة والإنجليزيَّة، وأثناء تواجده في جَنُوب إفريقيا عَمَل على تَحرِير "رَأي هندي"، و"يونغ إنديا"، باللغة الإنجليزيَّة، و"نافاجيفان" الشهرية بالغوجاراتية بَعد عودته إلى الهند، ونشر "نافاجيفان" أيضًا باللغة الهنديَّة، وَكَان يُكتب بشكل يومي للصحف.
كتب غاندي العديد من الكتب ومنها سيرته الذاتية "قصة تجاربي مع الحقيقة (بالكجراتية: સત્યના પ્રયોગો અથવા આત્મકથા) والّتِي اشترى مِنهَا الطبعة الأولى بالكَامِل للتأكد من إعادة طبعها، وَدُون كفاحه في جَنُوب أفريقيا في سيرته الذاتية الأُخرى "ساتياغراها في جَنُوب إفريقيا"، وله كُتيب سياسي بعنوان "هند سواراج أو الحكم المحلي الهندي"، وأعاد صِيَاغَة كتيب جون راسكن السياسيّ "حتَّى هَذَا الأخير - (بالإنجليزية: Unto This Last)" بالغوجاراتية. كما كتب بإسهاب عَن النِظَام الغذائي والصحة والدين والإصلاحات الاجتماعيَّة وَغَيرَهَا، كَان غاندي يُكتب باللغة الغوجاراتية، وعمل على مراجعة الترجمات الهنديَّة والإنجليزيَّة لكتبه.
نشرت الحُكومة الهنديَّة أَعمَال غاندي الكَامِلَة بعنوان "الأَعمَال المجمعة للمهاتما غاندي" في الستينيّات، وشملت الأَعمَال نَحو 50 ألف صفحة في مئة مجلد، وَفِي عام 2000 أثارت طبعة منقّحة من الأَعمَال الكَامِلَة الجدل بَعد أن أحتوت على العديد من الأخطاء،  قَبل أن تسحبها الحُكومة الهنديَّة في وَقت لاحق.

## العائلة والأحفاد

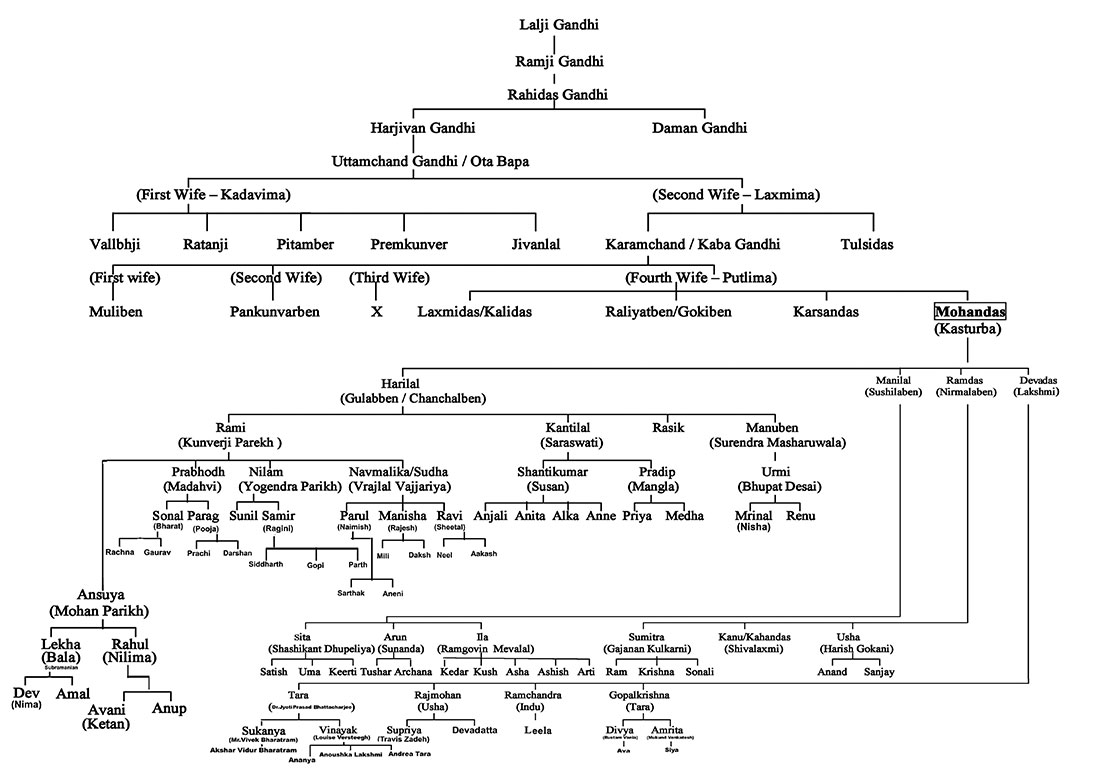
شجرة عائلة موهانداس كرمشاند غاندي وكاستوربا غاندي

يعيش أبناء وأحفاد غاندي في الهند وَفِي بُلدان أُخرى، وألّف حفيده "راجموهان غاندي" سيرة حياة غاندي بعنوان "موهانداس"،  وألّف حفيده الآخِر "تارون غاندي" العديد من الكتب المَوثوقة عَن غاندي، وَيُقِيم حفيده "كانو رامداس غاندي" في دلهي.

## وصلات خارجية
- مؤلفات Mahatma Gandhi في مشروع غوتنبرغ
- أعمال أو نبذة عن مهاتما غاندي على أرشيف الإنترنت
- أعمال مهاتما غاندي في ليبري فوكس
- مهاتما غاندي على موقع أرشيف الشارخ.
- السيرة الذاتية لغاندي من موسوعة ملك ستانفورد
- أعمال من قبل مهاتما غاندي في مشروع غوتنبرغ
- مركز كتب غاندي
- مختارات من الفصل الخامس من كتاب كتابات وأقوال للمهاتما م. ك. غاندي (مترجمة إلى العربية)